# Zótico (poeta)
Zótico (em latim: Zoticus) foi um poeta e crítico romano do final do século III, um dos discípulos do filósofo Plotino que esteve ativo em Roma. Ele editou as obras de Antímaco e escreveu sobre o mito de Atlântida. Ficou cego e morreu pouco antes de Plotino ca. 269.